# Chaz Bono
Chaz Salvatore Bono (ur. 4 marca 1969 w Los Angeles) – amerykański aktor i rzecznik Gay and Lesbian Alliance Against Defamation.

## Życiorys
Urodził się w Los Angeles w Kalifornii jako Chastity Sun Bono, jedyne dziecko Cher i Sonny’ego. Film dokumentalny o jego doświadczeniu, Becoming Chaz, był wyświetlany na Festiwalu Filmowym w Sundance w 2011.
W 1995 Chaz dokonał coming outu w rozmowie z „The Advocate”, określając się jako lesbijka. W 2008 Bono określił się jako transpłciowy (i heteroseksualny) mężczyzna i rozpoczął proces tranzycji.
We wrześniu 2011 został uczestnikiem w trzynastym sezonie amerykańskiej wersji Dancing with the Stars w parze z tancerką Lacey Schwimmer. Duet został wyeliminowany 25 października 2011 zajmując 7. miejsce.

## Filmografia
- 2012: Degrassi: Nowe pokolenie
- 2016: Moda na sukces jako Reverend Rydale
- 2016: American Horror Story: Roanoke jako Lot Polk / Brian Wells
- 2016: RuPaul’s Drag Race jako sędzia
- 2017: American Horror Story: Kult jako Gary K. Longstreet

## Publikacje
- Chastity Bono, Billie Fitzpatric: Family Outing. Little, Brown and Company, 1998. ISBN 978-0316102339.
- Chastity Bono, Michele Kort: The End of Innocence: A Memoir. Advocate Books, 2003. ISBN 978-1555837952. ISBN   978-1555837952
- Chaz Bono, Billie Fitzpatric: Transition: the story of how i became a man. Nowy Jork: Dutton, 2011. ISBN 978-0525952145. ISBN   978-0525952145
- Chaz Bono, Billie Fitzpatric: Transition: Becoming Who I Was Always Meant To Be. Plume, 2012. ISBN 978-0452298002. ISBN   978-0452298002